# Hrabstwo Trigg

Piramida wieku hrabstwa

Hrabstwo Trigg – hrabstwo w USA, w stanie Kentucky. Według danych z 2000 roku, hrabstwo zamieszkiwało 12597 osób. Siedzibą hrabstwa jest Cadiz.

## Miasta
- Cadiz
- Cerulean (CDP)